# Harald Zuschrader
Harald Zuschrader (* 5. März 1944 in Linz) ist ein österreichischer Komponist und Musiker.

## Leben
Harald Zuschrader absolvierte am Bruckner-Konservatorium eine Gitarrenausbildung. Zusätzlich studierte er Pädagogik. Zuschrader war zunächst zwischen 1962 und 1969 Mitglied verschiedener Rockbands. 1969 war er Mitbegründer der Band Eela Craig und fungierte als Multi-Instrumentalist. Er war mitverantwortlich für die „sinfonische Elektronik“ dieser Gruppe. 1978 kam es zur Uraufführung der „Missa Universalis“ (Elektronik-Rockmesse) beim Internationalen Brucknerfest und wurde als Widmung zur Erhaltung des Weltfriedens für Papst Johannes Paul II. vorgetragen. Bei Eela Craig arbeitete Zuschrader bereits mit Hubert Bognermayr zusammen. Seit 1979 beschäftigten sich Bognermayr und Zuschrader mit Forschungsarbeiten am ersten digitalen Synthesizer mit Sampling-Technik. Mit dem Fairlight CMI (Computer Musical Instrument) realisierten Bognermayr und Zuschrader das 1982 erschienene Album Erdenklang, welches die erste ausschließlich mit dem Fairlight CMI realisierte Musik beinhaltete. Das Album Sternenklang beinhaltete traditionelle Weihnachtslieder, die vom Musikcomputer gespielt wurden. Das Duo Hubert Bognermayr & Harald Zuschrader veröffentlichte bis 1983 insgesamt vier eigene Alben. Ein herausragendes Projekt wurde die Komposition und Produktion des Oratoriums Bergpredigt, ein Werk für Musikcomputer und Stimmen, welches im Rahmen der Ars Electronica in Linz 1984 im neuen Linzer Dom uraufgeführt wurde.
Zuschrader arbeitete mit etlichen Musikern zusammen. 1982 schrieb er das Lied Scherbenlilli zusammen mit der Sängerin Claudia Robot. Mit dem britischen Popstar Mike Oldfield arbeitete er 1984 an der LP Discovery und ging anschließend mit ihm auf Europa-Tournee, bei der er zwei Fairlight-Computer auf der Bühne spielte. Mit Klaus Prünster veröffentlichte er 1984 die Single Wunderwelt, welche den zweiten Platz in den Musikcharts in Österreich erreichte.
Mit Bognermayr gründete Zuschrader im Jahr 1988 das digitalphilharmonische Musikprojekt Blue Chip Orchestra. Gemeinsam haben sie unter Teilnahme von anderen Musikern wie Alois Janetschko und Josef Resl vier Alben bis 1998 veröffentlicht. Die letzte Produktion war die World-Music-CD White River Red Spirit mit indianischen Einflüssen. Hubert Bognermayer verstarb 1999.
1992 wurde „Das hohe Lied der Liebe“ im Rahmen der Ars Electronica uraufgeführt. 1995 produzierte Zuschrader seine ersten Schul-CD Rockomotion. Am 7. November 1995 gab Eela Craig nach 25 Jahren wieder ein Konzert im Linzer Brucknerhaus und spielte Ausschnitte aus zwei LPs und der Missa Universalis. 1997 entstand aus dem Schulversuch Popularmusik die zweite Schulproduktion Sternenkind. 1999 erfolgte die Gründung der Rock-’n’-Roll-Gruppe Matchbox, welche diverse Auftritte in Österreich und Deutschland absolvierte.
2003 entstand das Projekt Glass Art zusammen mit dem Komponisten Hans Peter Gratz, welches Musik durch licht- und lasergesteuerte Glasinstrumente erzeugte. 2010 entstand mit Gratz Usea Motabula (Symphonie des Regenbogens), ein Märchen für Gesang, Orchester, elektronische Musik und Visualisierung. Die Uraufführung erfolgte im März 2010 in der TipsArena in Linz mit dem Münchner Symphonikern.
Zuschrader veröffentlicht zudem unter seinem Namen zahlreiche Alben mit elektronischer Musik, die als Lounge, Digi Pop oder World Music untertitelt wurden.

## Diskografie (Alben)
- 1971: Eela Craig – Eela Craig (Pro Disc)
- 1976: Eela Craig – One Niter (Vertigo)
- 1977: Eela Craig – Hats of Glass (Vertigo)
- 1978: Eela Craig – Missa Universalis (Philips)
- 1980: Eela Craig – Virgin Oiland (Ariola)
- 1980: Control Company – Four Years Before 1984 (Polydor)
- 1981: Hubert Bognermayr & Harald Zuschrader – Computer Glocken-Stimmung (Elektronisches Försterhaus)
- 1982: Hubert Bognermayr & Harald Zuschrader – Sternenklang (Erdenklang)
- 1982: Hubert Bognermayr & Harald Zuschrader – Erdenklang – Computerakustische Klangsinfonie (Erdenklang)
- 1983: Hubert Bognermayr & Harald Zuschrader – Bergpredigt (Erdenklang)
- 1988: Eela Craig – Hit or Miss (MCP Records)
- 1990: Blue Chip Orchestra – Blue Chip Orchestra (Harald Zuschrader und Hubert Bognermayr) (Erdenklang)
- 1991: Blue Chip Orchestra – Blue Danube/Donau so blau (Erdenklang)
- 1995: Eela Craig – Symphonic Rock (Erdenklang)
- 1995: Eela Craig – Missa Universalis (Erdenklang)
- 1997: Blue Chip Orchestra – White River Red Spirit (Erdenklang)
- 1998: Eela Craig – Eela Craig (Garden of Delights)
- 1998: Blue Chip Orchestra – Red Sky Beat (Valley Entertainment)
- 2008: Harald Zuschrader – Altum Silentium (Zitate aus dem Leben Römischer Philosophen) (Kosmata)
- 2009: Harald Zuschrader – The Secret of Life (Kosmata)
- 2009: Harald Zuschrader – Wellness Symphony Vol. 1 (Kosmata)
- 2014: Harald Zuschrader – smoothy lounge feeling (PG Records)
- 2015: Harald Zuschrader – strait (PG Records)
- 2015: Harald Zuschrader – silent motion (PG Records)
- 2017: Eela Craig – Virgin Oiland (Garden of Delights)
- 2021: Harald Zuschrader – It's time to think (Planet M)